# Robert Porte
Pour les articles homonymes, voir Porte.
Robert Porte est un acteur français né le 9 mars 1923 à Roanne (Loire) et mort le 10 décembre 1966 dans le 4e arrondissement de Paris.

## Biographie
Robert Porte a notamment joué le rôle de Charles IX dans La Reine Margot de Jean Dréville aux côtés de Jeanne Moreau, et de Monsieur, frère de Louis XIV, dans la série des Angélique. Il a également joué, pour la télévision, dans les séries Les Cinq Dernières Minutes, La caméra explore le temps et En votre âme et conscience.

## Théâtre
- 1947 : Montserrat de Emmanuel Roblès, mise en scène Georges Vandéric, théâtre Montparnasse
- 1952-1953 : La Puissance et la Gloire de Pierre Bost, Pierre Darbon et Pierre Quet d'après Graham Greene, mise en scène André Clavé, théâtre de l'Œuvre puis théâtre des Célestins
- 1958 : Douze hommes en colère de Reginald Rose, mise en scène Michel Vitold, théâtre de la Gaîté-Montparnasse
- 1960 : Anna Kleiber d'Alfonso Sastre, mise en scène François Maistre, théâtre Hébertot
- 1962 : L'Étoile devient rouge de Seán O'Casey, mise en scène Gabriel Garran, théâtre de la Commune, théâtre Récamier
- 1964 : Vénus ou l'Amour forcé de Pol Gaillard, mise en scène Jean-Jacques Aslanian, théâtre de Plaisance
- 1966 : Don Carlos de Friedrich von Schiller, mise en scène Stéphan Meldegg, Arras
- 1966 : L'Instruction de Peter Weiss, mise en scène Gabriel Garran, théâtre de la Commune

## Filmographie

### Cinéma
- 1953 : Le Guérisseur de Yves Ciampi : un journaliste
- 1954 : La Reine Margot de Jean Dréville : Charles IX
- 1955 : La Castiglione (La Contessa di Castiglione) de Georges Combret : Pablo
- 1955 : Les Hommes en blanc de Ralph Habib : le docteur Ricaud
- 1956 : Les Aventures de Till l'Espiègle de Gérard Philipe et Joris Ivens : Capitaine Juan
- 1957 : Les Suspects de Jean Dréville : Koskah
- 1957 : Œil pour œil d'André Cayatte : le docteur Matik
- 1957 : Marchands de filles de Maurice Cloche : l'inspecteur Luis
- 1958 : Les Misérables de Jean-Paul Le Chanois
- 1958 : Thérèse Étienne de Denys de La Patellière : Félix
- 1958 : Échec au porteur de Gilles Grangier : Détourbe
- 1959 : Le vent se lève d'Yves Ciampi : Marceau
- 1960 : Les Scélérats de Robert Hossein
- 1960 : Le Capitan d'André Hunebelle : le duc de Rohan
- 1961 : Le Sahara brûle de Michel Gast : Pénélope
- 1961 : Le Pavé de Paris d'Henri Decoin : le commissaire Bosquet
- 1962 : La Monaca di Monza de Carmine Gallone : Carlo
- 1962 : Le Petit Garçon de l'ascenseur de Pierre Granier-Deferre
- 1962 : La Planque de Raoul André : le fou / le patient
- 1962 : Tartarin de Tarascon de Francis Blanche et Raoul André : Bézuquet, le pharmacien
- 1964 : Françoise ou la Vie conjugale d'André Cayatte : un interne
- 1964 : Angélique, marquise des anges de Bernard Borderie : Monsieur, frère du Roi
- 1965 : Merveilleuse Angélique de Bernard Borderie : Monsieur, frère du Roi

### Télévision
- 1956 : En votre âme et conscience, épisode : Le Serrurier de Sannois de  Claude Barma
- 1957 : Mangeront-ils?
- 1957 : L'Honorable Mr. Pepys
- 1958 : En votre âme et conscience :  L'Affaire Schwartzbard de Claude Barma
- 1958 : L'Alcade de Zalamea, téléfilm de Marcel Bluwal : le Roi
- 1959 : Les Trois Mousquetaires de Claude Barma : le Comte de Rochefort
- 1959 : En votre âme et conscience, épisode : L'Affaire Steinheil de Jean Prat
- 1959 : En votre âme et conscience :  L'Affaire Danval de Claude Barma
- 1959 : Macbeth de Claude Barma : Ennox
- 1959 : En votre âme et conscience : L'Affaire Steinheil : Dubot
- 1960 : Montserrat
- 1960 : La caméra explore le temps : l'inquisiteur
- 1961 : La Reine Margot de René Lucot : Charles IX
- 1961 : En votre âme et conscience : La Mystérieuse affaire de l'horloger Pel : Félix-Albert Pel
- 1962 : La caméra explore le temps : La conjuration de Cinq Mars de Guy Lessertisseur : L'espion
- 1962 : L'inspecteur Leclerc enquête : Coup double de Jean Laviron : Sevinsuquet
- 1962 : Les Cinq Dernières Minutes : Un mort à la une de Pierre Nivollet : Didier
- 1964 : Melmoth réconcilié de Georges Lacombe, d'après Honoré de Balzac : Melmoth
- 1965 : Les Cinq Dernières Minutes : Napoléon est mort à Saint-Mandé de Claude Loursais : Marignier
- 1966 : En votre âme et conscience, épisode : Le Crime de Sezegnin de  Pierre Nivollet
- 1966 : Marie Tudor : Norfolk
- 1966 : Corsaires et Flibustiers : Gibson
- 1967 : Vidocq : M. de Flochereau